# Impasse de la Maison-Rouge (Colmar)
Pour les articles homonymes, voir Impasse de la Maison-Rouge.
L'impasse de la Maison-Rouge, est une voie de circulation de la ville de Colmar, en France.

## Situation et accès
Cette voie de circulation, d'une longueur de 40 m, se trouve dans le quartier centre.
On y accède par les rues Saint-Jean et du Conseil-Souverain.
Cette voie n'est pas desservie par les bus de la TRACE.